# Бильбо (тип эфеса)

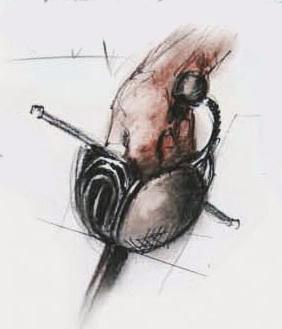
Эфес типа «бильбо», деталь эскиза картины Аугусто Феррер-Далмау «Рокруа, последняя терция».

Бильбо (англ. , баск. Bilbo, англ. Bilbo hilt = эфес типа бильбо) — тип эфеса длиноклинкового холодного оружия (рапир, шпаг, палашей) испанского происхождения, существовавший с XVII по XIX век. Бильбо можно считать разновидностью испанских эфесов в форме полусферы или чаши — чаще всего такие эфесы встречаются на рапирах. Название происходит от названия испанского города Бильбао, как оно произносится на баскском, возникло оно, вероятнее всего, в XVIII веке, когда большое количество оружия морским путём вывозилось из Бильбао в Испанские Америки и Нидерланды. По другой версии, бильбо это тип рубяще-колющего меча, или небольшой шпаги, популярный в Америке в XVI веке.

## История
Эфес типа «бильбо» фиксируется в изобразительном искусстве раньше классического эфеса-чаши — его признаки присутствуют на приписываемом Веласкесу и датированном 1630 годом портрете неизвестного дворянина, находящемся в частной коллекции. В то же время наиболее раннее изображение эфеса-чаши присутствует на находящемся в собрании Испанского общества Нью-Йорка портрете другого неизвестного дворянина, работы Хуана Карреньо де Миранда, и датированного 1660 годом.
Английский оружиевед Эварт Окшотт обратил внимание на сходство эфесов-бильбо с одной из трёх разновидностей эфесов паппенхаймер и одной из четырёх разновидностей т. н. «английских эфесов» — оба типа были популярны в 1620-30 годах; паппенхаймер в Нидерландах, «английский эфес» в Англии. По его мнению именно под их влиянием и возникли, как бильбо, так и эфес-чаща. С «английскими эфесами» испанцы могли познакомиться благодаря существовавшей при Якове I политике англо-испанского сотрудничества, а с паппенхаймерами в оккупированных Испанией Нидерландах. Таким образом, Окшотт приходит к выводу, что бильбо является испанской модификацией паппенхаймера тип 2. Разница между ними в основном состоит в том, что щитки паппенхаймера меньше по размеру, менее выпуклы и покрыты отверстиями.
Известно несколько случаев, когда эфесы-бильбо прекрасного качества сочетаются с рапирными клинками, однако гораздо чаще встречаются варианты различной степени грубости изготовления, скомбинированные с клинками шпаг (более широких и тяжёлых, чем у рапир), или (по крайней мере в нескольких случаях), палашей. Такое явление можно пояснить широким использованием данного типа эфеса в армиях Испании и её колоний вплоть до начала XIX века.

## Описание

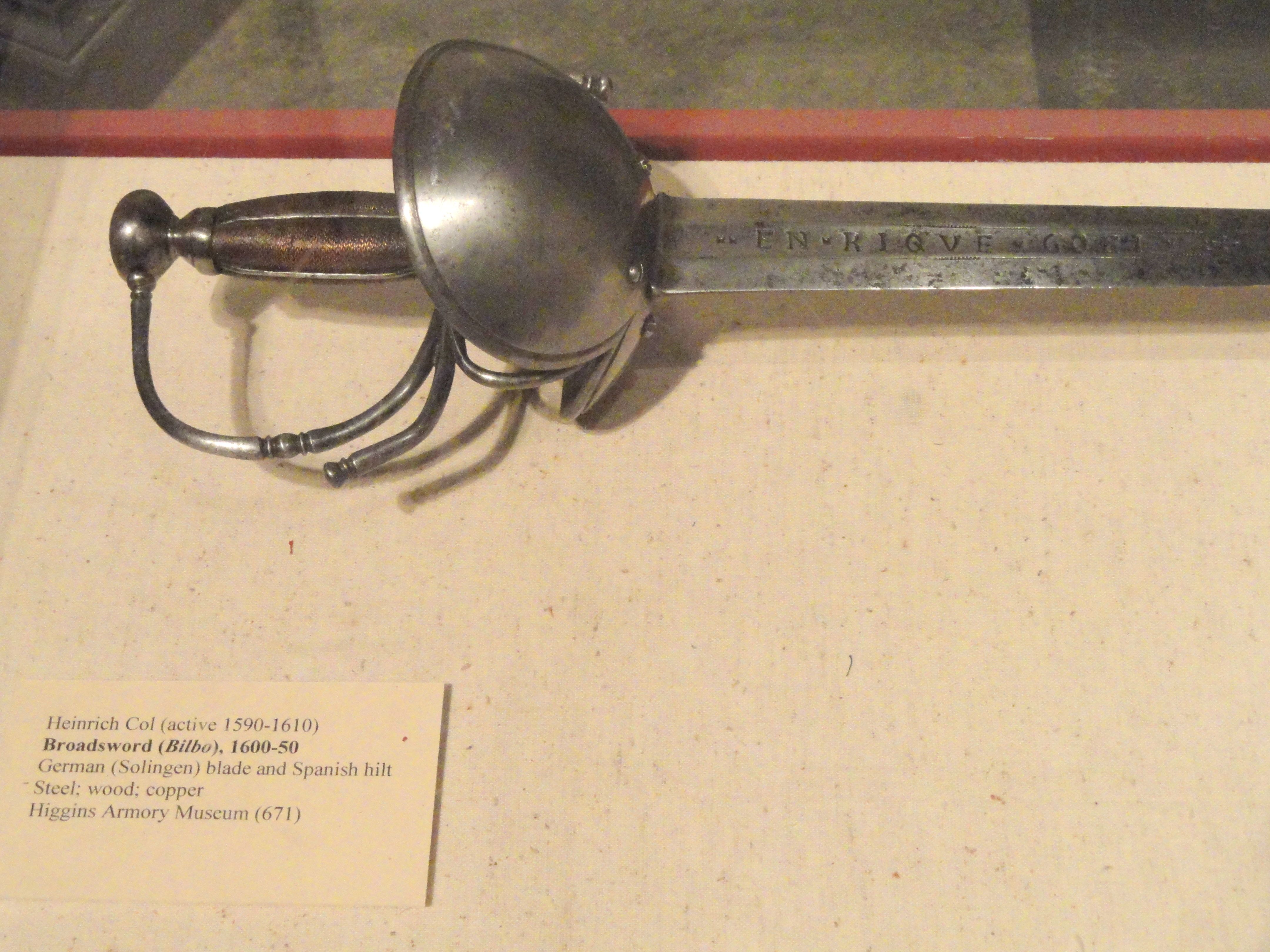

Эфес типа «бильбо» образован двумя большими, выпуклыми, овальными щитками, расположенными по обеим сторонам пяты клинка, V-образно по отношению к друг другу, при взгляде в профиль. Щитки могут быть как конструктивно отдельными друг от друга, так и слитыми воедино в нижней точке своего V. Верхние края щитков прикрывают крестовину, между ними располагаются дуги эфеса, в которые продевались пальцы при переносе их за крестовину. В просветах между щитками располагались вытянутые петли из металлического прутка. Имелась также защитная дужка. Крестовина прямая или S-образная.